# Eburodacrys dubitata
Eburodacrys dubitata es una especie de escarabajo longicornio del género Eburodacrys, tribu Eburiini, subfamilia Cerambycinae. Fue descrita científicamente por White en 1853.

## Descripción
Mide 9,5-17,7 milímetros de longitud.

## Distribución
Se distribuye por Argentina, Bolivia, Brasil, Paraguay y Uruguay.